# Ichneumon testaceus
Ichneumon testaceus là một loài tò vò trong họ Ichneumonidae.